# Leigh Ashton
Leigh Ashton (Manchester, Inglaterra, 11 de abril de 1956) é um cantor, compositor, pianista e ator de Joanesburgo, África do Sul. Ashton nasceu em Manchester, Inglaterra, em 11 de abril de 1956 e mudou-se para a África do Sul aos três anos de idade.

## Carreira
Ashton assinou com a David Gresham Productions como cantor e compositor musical aos dezenove anos. A sua primeira canção, "Love Me", foi lançada em novembro de 1975. Ashton trabalhou com alguns dos melhores músicos do país na época, entre eles incluem-se: Trevor Rabin, Julian Laxton e Allan Goldswain. No ano seguintes ele cantou no bem sucedido Colosseum Mighty Music Machine ao lado de cantores como Bobby Angel, Bruce Millar, Richard Loring e Sonya Herholdt. Em 1977 "Tanya", uma das canções que ele compôs, chegou à 12.ª posição na lista de músicas com maior número de vendas na África do Sul  – competindo com ABBA and Leo Sayer. "Tanya" foi lançado pela Pye Records no mesmo ano no Reino Unido e na Europa.